# Cala Morisca (Salou)
La cala Morisca és una petita cala rocosa del municipi de Salou (Tarragonès), situada al cap de Salou, entre la Punta de la Cala Crancs, que la separa de la cala Crancs, i el far de Salou. El Pla General d'Ordenació Urbana (POUM) de Salou protegia el 2003 aquest penya-segat pel seu valor paisatgístic.
A la cala hi havia l'embarcador del xalet que Antoni Pedrol Rius tenia sobre la cala, al promontori de la Punta de la Cala Crancs. En morir Pedrol, la casa quedà abandonada. L'Ajuntament de Salou la va comprar el 2016 i la va enderrocar el maig de 2017, per tal de renaturalitzar el lloc. El 2018 es van enretirar les plantes invasores, se'n van plantar d'autòctones, i l'espai, de 9.283 m², es va obrir al públic, amb el nom de 'mirador de Cala Morisca', passant a formar part del camí de ronda.